# Inti Raymi

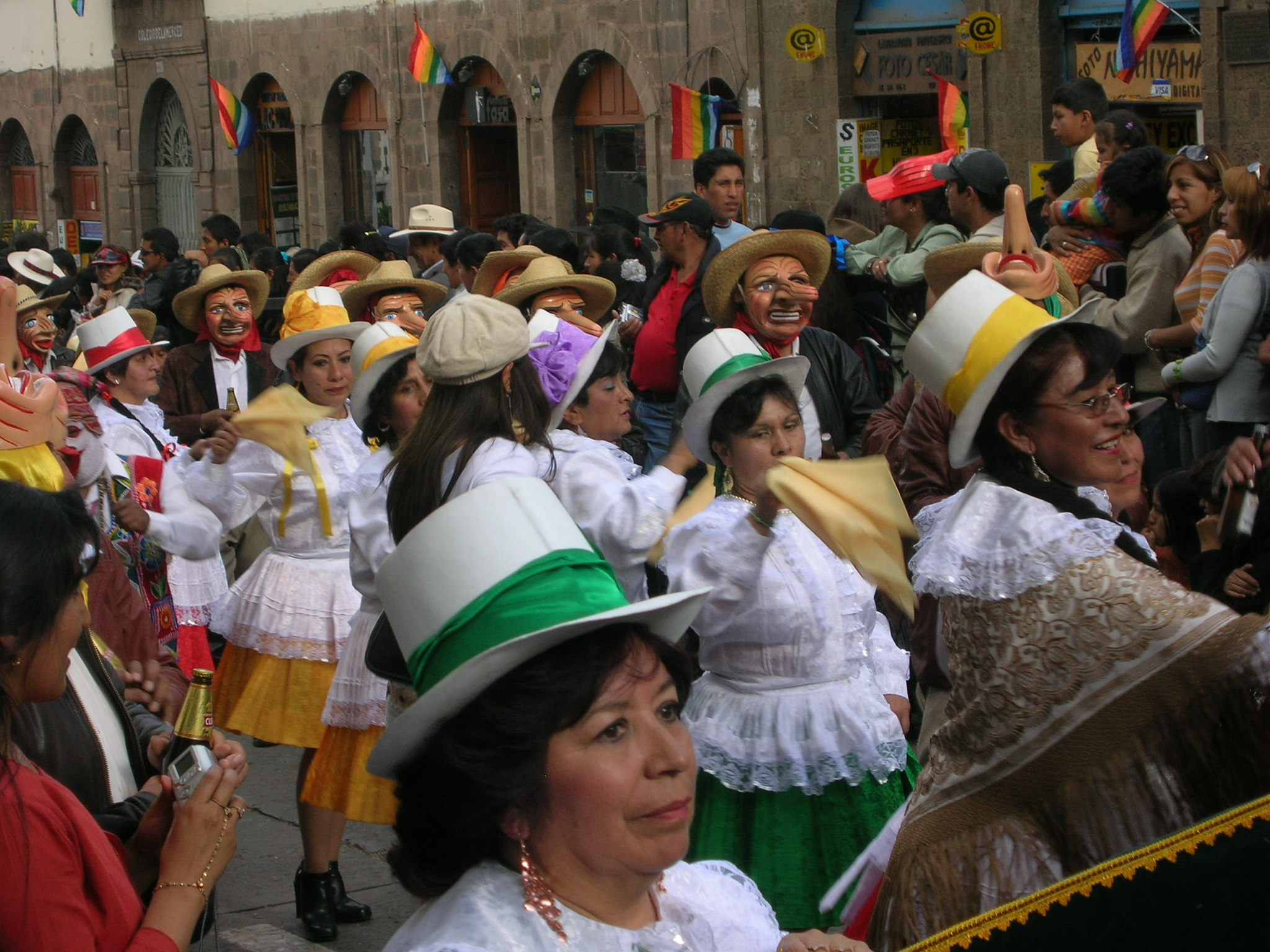
Inti Raymi, em Cuzco (2007).

Inti Raymi (em quéchua, "Festa do Sol") é um festival religioso incaico em homenagem a Inti, o deus-sol. Marca o solstício de inverno do hemisfério sul nos Andes. O local de realização da cerimônia é a fortaleza de Sacsayhuamán (a dois km de Cuzco), no dia 24 de junho de cada ano.
Durante a época dos incas, o Inti Raymi era o mais importante dos 4 festivais celebrados em Cusco, segundo relata o Inca Garcilaso de la Vega, e indicava o início do ano assim como a origem mística do Inca. Durava 9 dias nos quais se realizavam danças e sacrifícios. O último Inti Raymi com a presença do Imperador Inca, foi realizado em 1535.
Foi proibida em 1572 pelo Vice-Rei Francisco de Toledo, por ser considerada uma cerimônia pagã e contrária à fé católica, sendo realizada posteriormente de forma clandestina.
Em 1944 foi ralizada uma reconstrução histórica do Inti Raymi por Faustino Espinoza Navarro (que em 1953 fundaria a Academia do Idioma Quéchua). A reconstrução foi baseada na crônica do Inca Garcilaso de la Vega e só se refere à cerimônia religiosa. Desde essa data em diante, a cerimônia voltou a ser um evento público e uma grande atração turística.

## História
Na época dos incas, esta cerimônia se realizava na praça Aucaypata, hoje, Plaza de Armas de Cuzco, sendo assistida pela totalidade da população da cidade (talvez umas 100 mil pessoas). No dia do solstício de inverno no hemisfério sul, quando o Polo Sul da Terra se encontra com sua inclinação máxima em direção ao Sol, começava o ano novo incaico, evento associado ao próprio surgimento da etnia inca. Garcilaso de la Vega nos diz que esta era a principal festa e para ela acorriam "los curacas (chefes tribais), señores de vasallos, de todo el imperio (...) con sus mayores galas y invenciones que podían haber". A preparação era severa, pois nos anteriores "tres dias no comían sino un poco de maíz blanco, crudo, y unas pocas de yerbas que llaman  chúcam y agua simple. En todo este tiempo no encendían fuego en toda la ciudad y se abstenían de dormir con sus mujeres". Para a cerimônia em si, as virgens do Sol preparavam uns pãezinhos de milho.
Neste dia, o soberano e seus parentes esperavam descalços na praça pelo surgimento do Sol. Colocando-se de cócoras ("que entres estos indios es tanto como ponerse de rodillas"[joelhos], esclarece o cronista), com os braços abertos e jogando beijos para o ar, recebiam o astro-rei. Então o inca, com dois vasos de ouro, brindava com chicha: do vaso da esquerda bebiam os parentes do soberano, e o vaso da direita era derramado em uma jarra de ouro.
Depois, todos iam ao Corincancha (ou Qorikancha, o "Templo do Sol") e adoravam o Sol. Os curacas entregavam as oferendas que haviam trazido de suas terras e logo o cortejo voltava à praça, onde se realizava grande sacrifício de animais ante o fogo novo que se acendia utilizando como espelho o bracelete de ouro do sumo sacerdote. A carne dos animais era repartida entre todos os presentes, assim como grande quantidade de chicha, prosseguindo os festejos durante os dias seguintes.

## O Inti Raymi moderno

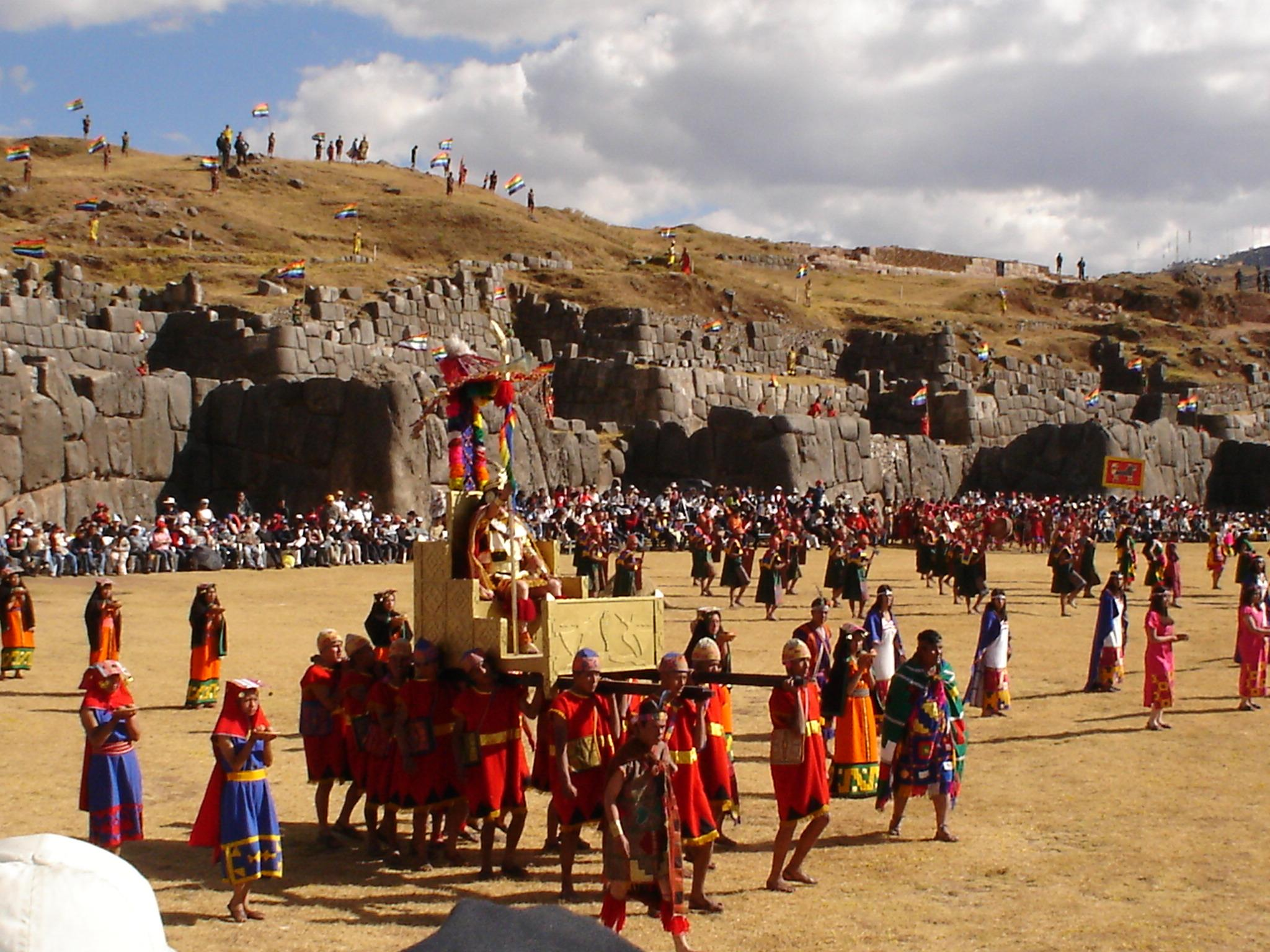
Festa do Sol (Inti Raymi) na fortaleza inca de Sacsayuaman, Cusco

Hoje, o Inti Raymi, como não poderia ser de outra forma, tem um aspecto distinto, de espetáculo dirigido tanto aos turistas quanto aos próprios cuzquenhos, para quem é um ponto de referência de sua consciência nativa. Por este último aspecto, desperta tanto entusiasmo e participação maciça.
A representação, da qual participam milhares de pessoas, começa em frente ao Coricancha, de onde o "Inca" realiza uma invocação ao Sol. Os espectadores, entretanto, esperam na esplanada de Sacsayhuamán, até que o cortejo se apresente. Este ingressa no cenário levando o "Inca" em sua liteira por grupos que representam os moradores dos quatro cantos do Tawantisuyu. Depois, é realizado o "sacrifício" de uma alpaca e o "Inca" invoca seu pai, o Sol.
O roteiro da representação foi escrito em quéchua por Faustino Espinoza Navarro, que durante 14 anos (de 1944 a 1958) representou o papel de Inca moderno. Ele conta que nos anos 1940, estudou as crônicas do Inca Garcilaso de la Vega que descreviam o Inti Raymi e, inspirado, redigiu o roteiro do que viria a ser o novo festival.
Com quase sessenta anos de existência, o novo Inti Raymi é agora parte inseparável da vida de Cuzco. Não só é a principal cerimônia do mês na cidade, mas também sua fama transcendeu as fronteiras peruanas e também, dentro delas, tornou-se um exemplo para outros festivais de identidade nacional, como o Sóndor Raymi que é encenado em Andahuaylas.